# Pfarrkirche Röschitz

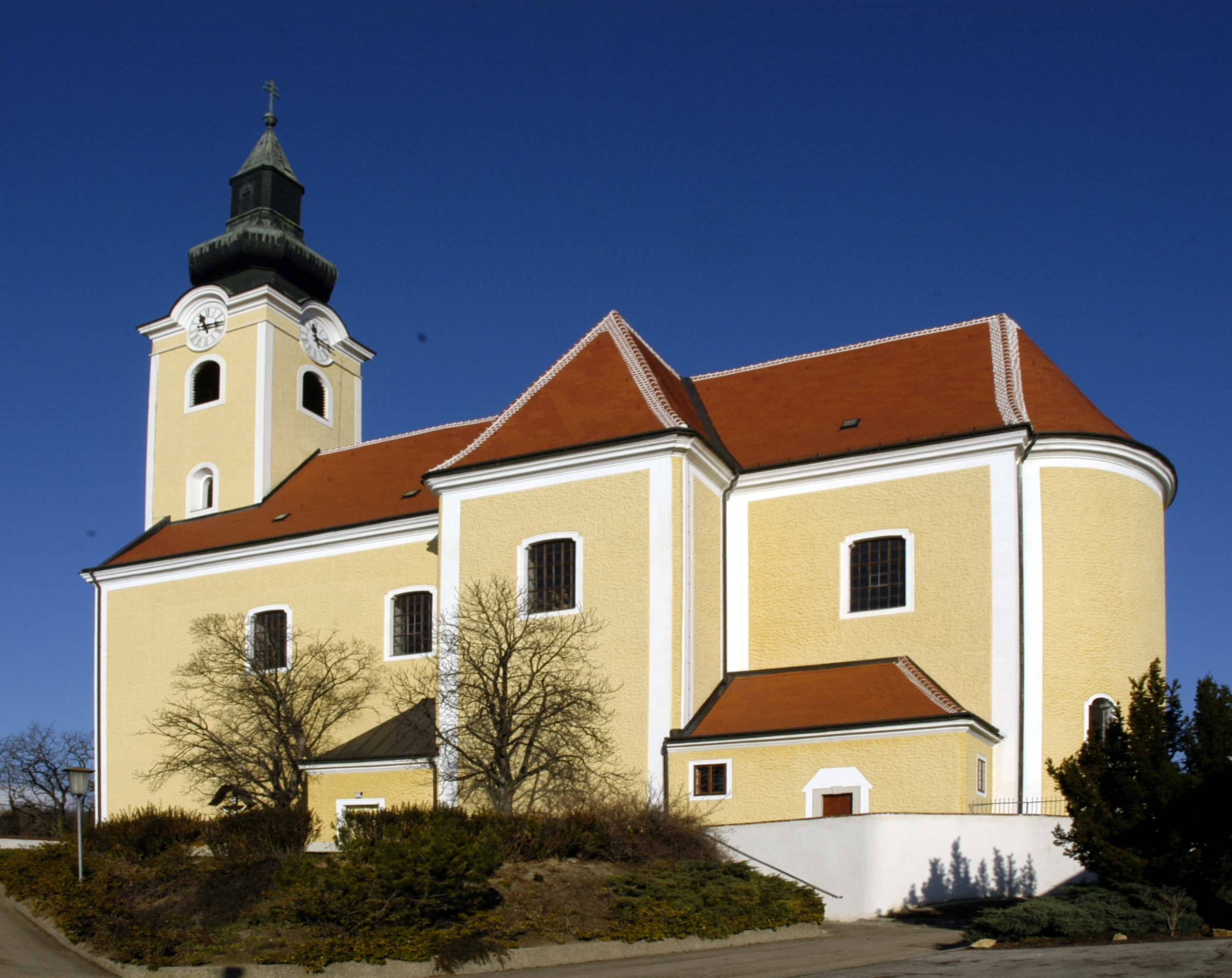
Pfarrkirche zum hl. Nikolaus in Röschitz

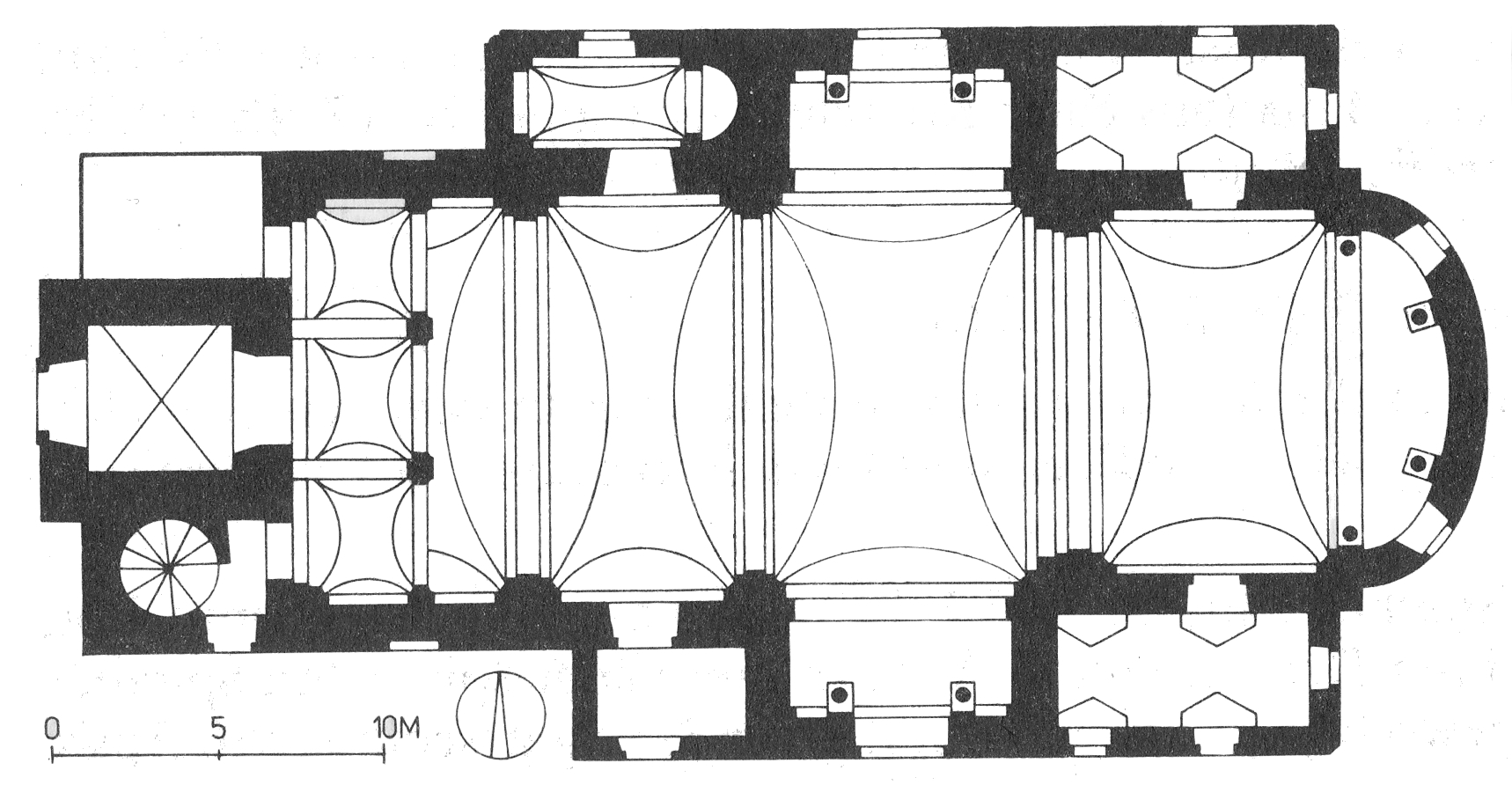
Grundriss der Kirche

Die Pfarrkirche zum heiligen Nikolaus ist eine römisch-katholische Kirche in Röschitz, in Niederösterreich.
Sie gehört zum Dekanat Sitzendorf im Vikariat Unter dem Manhartsberg und steht unter Denkmalschutz (Listeneintrag). Die geostete spätbarocke Saalkirche mit Westturm steht etwas erhöht nördlich der Ortsmitte.

## Pfarrgeschichte
Im Jahre 1198 wurde Röschitz als Respiz erstmals urkundlich erwähnt, und im Jahre 1323 ist erstmals eine Kirche beurkundet, die zur Hauptpfarre Eggenburg gehörte. Zur selbständigen Pfarre wurde Röschitz im Jahre 1546 durch die Trennung von der Hauptpfarre.

## Baugeschichte
Gegen Ende des Dreißigjährigen Krieges wurden im Jahre 1648 neben vielen Häusern des Ortes auch der Pfarrhof und die Kirche verwüstet, weshalb zwischen 1768 und 1782 ein Neubau durch Baumeister Leopold Wißgrill erfolgte. Aus früherer Zeit stammt nur der Turm, der im Zuge des Kirchenneubaues lediglich ein Stück erhöht wurde. Zwischen 1888 und 1889 wurde die Kirche in neobarockem Stil ausgemalt.
Im Jahre 1914 erhielt die Kirche eine elektrische Beleuchtung. Im Zuge der Renovierung des Kirchturmes erfolgte 1954 die Eindeckung mit Kupferblech und die Errichtung eines neuen Turmkreuzes. 1957 wurde eine Außenrenovierung der Kirche vorgenommen.
Eine Generalsanierung wurde im Jahre 1990 mit einer Betonverspannung im Dachraum begonnen. Zwischen 1993 und 1994 erfolgte die Fortsetzung der Sanierung mit einer Festigung der Fundamente und einer Außenrenovierung und in den Jahren 1996 und 1997 wurde die aus den Jahren 1888 und 1889 stammende Malerei restauriert. Ebenso wurde die gesamte Elektroinstallation erneuert und der Altarraum neu gestaltet. Mit einem Festgottesdienst und der Altarweihe durch den Erzbischof von Wien, Christoph Kardinal Schönborn, am 4. Jänner 1998 war die Generalsanierung abgeschlossen.

## Baubeschreibung

### Außen
Der Baukörper ist durch Lisenen an den abgerundeten Gebäudekanten sparsam gegliedert, das einheitliche Satteldach mit profiliertem umlaufendem Traufgesims ist an den Querarmen abgewalmt. Die hoch liegenden putzbandgeahmten Fenster des Langhauses und des Querschiffes sind quadratisch, jene an der Apsis rundbogig, im Sturz eingezogen und mit profiliertem Traufgesims versehen.
Der dreigeschoßige Turm mit Ecklisenen ist der glatten Westfront zwischen Giebelschmiegen vorgestellt. Auch der Turm hat putzbandgerahmte Rundbogenfenster. Die schmäleren Fenster im unteren Bereich sind im Sturz eingezogen, die breiteren im Schallgeschoß nicht. Über dem Schallgeschoß befinden sich an allen vier Seiten Uhrengiebel, darüber ein Zwiebelhelm mit Turmkugel aus dem Jahre 1872, der von einem Patriarchenkreuz bekrönt wird.
An beiden Seiten des Chores ist je eine Sakristei angebaut. Auch nördlich und südlich des Langhauses befinden sich niedrige Anbauten. Bei dem nördlichen Anbau handelt es sich um eine Kapelle, der südliche ist eine Vorhalle zum Seiteneingang der Kirche.

### Innen
Das Langhaus hat zwei unterschiedlich große Joche. Diese und das Chorjoch sind mit Platzlgewölben auf geschichteten Wandpfeilern mit Pilastervorlagen und umlaufendem verkröpftem Gebälk überwölbt. Das breitere Vierungsjoch hat ein kuppeliges Platzlgewölbe, die Querarme haben Tonnengewölbe.
Die Westempore erhebt sich über Mauerpfeilern und ist platzlunterwölbt.
Die nördliche Maria-Lourdes-Kapelle hat eine Halbkreisapsis und ein Platzlgewölbe aus den Jahren 1888/89, die beiden Sakristeien sind mit Stichkappentonnen überwölbt und die Turmuntergeschoße sind kreuzgratgewölbt.

## Ausstattung

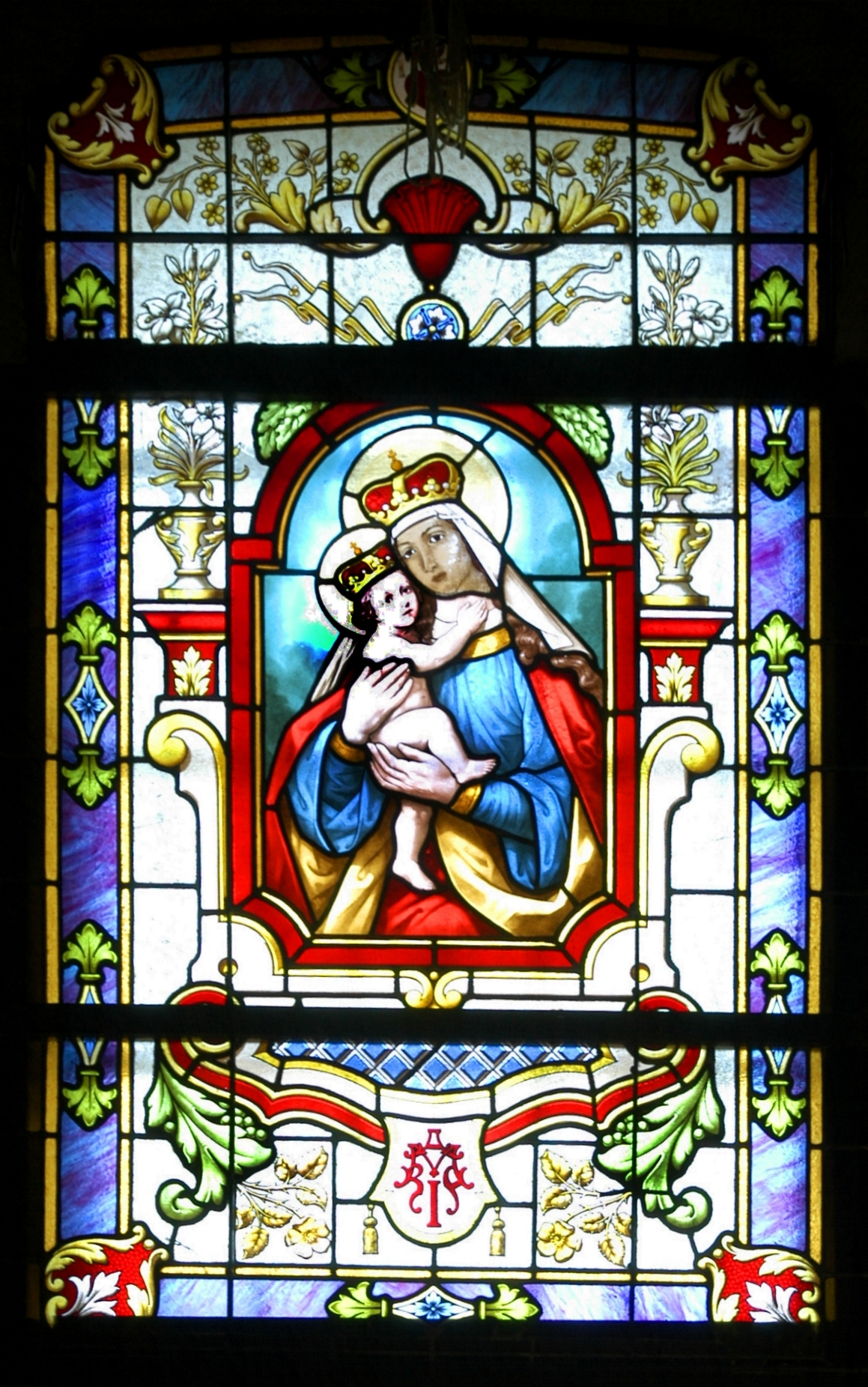
Glasfenster der Maria-Lourdes-Kapelle

Die Ausstattung der Kirche ist zum großen Teil barock-klassizistisch aus der Zeit um 1780 beziehungsweise den Anfängen des 19. Jahrhunderts.
Die neobarocke Ausmalung aus den Jahren 1888/89 stammt von Franz Xaver Schönbrunner, im Chor befinden sich Szenen aus der Nikolauslegende in klassizistischer Rahmung, die mit Ludwig Mayer 1889 bezeichnet sind. Auf dem nördlichen Wandbild ist der heilige Nikolaus dargestellt, der Getreide an die Armen verteilt, auf dem gegenüberliegenden Wandbild gebietet der Heilige der stürmischen See. An den Säulen befinden sich Statuen der Heiligen Petrus und Paulus.
Die Malerei in der Kuppel des Presbyteriums behandelt das Thema „Opfer“ aus dem Alten Testament und zeigt Darstellungen des Exodus, Elija, Abraham opfert Isaak und König Melchisedek.
In der Hauptkuppel sind die vier Evangelisten mit ihren Symbolen dargestellt. In beiden Kuppeln befinden sich außerdem Darstellungen der Dreifaltigkeit.
Aus der Zeit um 1780 stammt die Kanzel von Karl Schmutzer aus Znaim mit einem vergoldeten Reliefbild „Jesus lehrt im Tempel“.
In der im Jahre 1890 nordseitig angebauten Lourdeskapelle befindet sich ein Maria-Hilf-Glasfenster. Über dem Eingang zur Kapelle ist ein Wandbild des heiligen Dominikus vor der Gottesmutter kniend.
Über dem südseitig gelegenen Seiteneingang zur Kirche mit einem großen Kruzifix und einer Statue der Mater Dolorosa befindet sich ein Wandbild des heiligen Josef mit dem Jesuskind.

### Altäre
Der Viersäulenaufbau des Hochaltars von Michael Weiß wird durch einen Kuppelbaldachin abgeschlossen. Das Altarbild aus dem Jahre 1781 stammt von Martin Johann Schmidt (Kremser Schmidt) und stellt den heiligen Nikolaus dar, der die Armen und Kranken der Gottesmutter empfiehlt. Der Altar wird von zwei Statuen der Heiligen Augustinus und Ambrosius flankiert. Neben dem Tabernakel des freistehenden Altartisches befinden sich Engelsstatuetten.
Die beiden Querhausaltäre sind ebenfalls mit einem Säulenaufbau versehen. Das Altarbild des linken (nördlichen) Altars ist von Ludwig Mayer aus der Zeit um 1888/89 und zeigt die heilige Maria, welche von ihrer Mutter, der heiligen Anna, unterrichtet wird. Das Altarbild des rechten (südlichen) Altars aus dem Jahre 1781 ist von Martin Johann Schmidt und zeigt das Begräbnis des heiligen Johannes Nepomuk.

## Orgel
Im Jahr 1787 baute Josef Silberbauer die heutige Orgel, die im Wesentlichen original erhalten ist. Sie geht im Kern auf ein älteres Instrument zurück, das in der Franziskanerkirche in Eggenburg bis zur Auflassung des Klosters seinen Dienst tat. Silberbauer übernahm Teile dieser Orgel und verwendet sie in Röschitz für seinen Neubau, der erst 1889 seine Fassung und Vergoldung erhielt. Franz Ullmann aus Wien sanierte im Jahr 1880 die Orgel und erneuerte die Klaviaturen. Beibehalten wurde in den Manualen die kurze Oktave und der begrenzte Pedalumfang von 12 Tönen auf 18 Tasten, von denen sechs in der Oktave angekoppelt sind. Die Zinnpfeifen mussten im Ersten Weltkrieg nicht abgeliefert werden, weil die Orgel vor 1800 gebaut und somit als Denkmalorgel eingestuft wurde. Im Jahr 2001/02 wurde die Orgel von Christoph Allgäuer (Grünbach am Schneeberg) grundlegend restauriert. Sie verfügt über 15 Register mit insgesamt 711 Pfeifen, die auf zwei Manuale und Pedal verteilt sind. Die vierachsigen Gehäuse für das Haupt- und Pedalwerk sind zweigeteilt, steigen zur Mitte auf und gewähren den Blick auf ein Bild der heiligen Cäcilia im Hintergrund. In die Brüstung ist das dreiachsige Rückpositiv eingearbeitet. Der Prospekt in weißer Fassung ist mit vergoldetem Akanthus-Schleierwerk im Stil des Spätbarock und reich profilierten Gesimsen verziert. Die bekrönenden Urnen weisen auf den Einfluss des Klassizismus.
Die Disposition lautet:
| I Manual CDEFGA–c3 |       |
| Principal          | 8′    |
| Bordun             | 8′    |
| Octav              | 4′    |
| Quint              | 3′    |
| Superoctav         | 2′    |
| Cimbel II          | 1 ⁄3′ |
| Mixtur III         | 1′    |
| Dulcian            | 4′    |

| II Positiv CDEFGA–c3 |    |
| Copula               | 8′ |
| Principal            | 4′ |
| Flöte                | 4′ |
| Octav                | 2′ |

| Pedal CDEFGA–a0 |     |
| Subbass         | 16′ |
| Violonbass      | 8′  |
| Octavbass       | 4′  |

- Koppeln: I/II (Schiebekoppel)
- Kalkantenzug

Anmerkungen
1. ↑  18 Tasten, 12 Töne (6 sind angekoppelt)

## Glocken
Der Glockenturm beherbergt ein Fünfergeläut, das auf dem Salve-Regina-Motiv erklingt. Die Glocke in Schellenform von Selner aus dem Jahr 1658 dient als Schlagglocke und gehört nicht zum Geläut. Alle Glocken sind aus Zinnbronze gefertigt. Das Röschitzer Geläut zählt zu den stattlichsten im nördlichen Niederösterreich. Neben der großen Barockglocke des Septimtyps von 1649, eine der größten im Weinviertel, gibt es noch größere Glocken in der Region nur noch in Großengersdorf, Mailberg und Retz. Eine zweite barocke Glocke, die sogenannte „Pestglocke“, wurde 1682 gegossen. Das Zwischenkriegsgeläut bestand ebenfalls aus sechs Glocken, von denen vier erhalten sind. Die Kutter-Glocken 2 und 4 wurden im Zweiten Weltkrieg zu Rüstungszwecken eingeschmolzen. Sie wurden 1925 in Wien gegossen und erklangen auf den Schlagtönen g1 und d2.
| Nr. | Name            | Gussjahr | Gießer Gussort       | Masse (kg) | Durchmesser (mm) | Höhe (mm) | Schlagton | Inschrift |
| --- | --------------- | -------- | -------------------- | ---------- | ---------------- | --------- | --------- | --- |
| 1   | Große Glocke    | 1649     | Leonhard Löw, Wien   | 1100       | 1.270            | 1.170     | es1       | „UNTER KAISER FERDINAND III. DEN PROFESSOREN DER GESELLSCHAFT JESU HERRN VON RESCHITZ ALS ERBEN DER WITWE EVA EUSEBIA GRAEFIN VON KOLONITZ BALD NACH DEM FRIEDENSSCHLUSS MIT DEN SCHWEDEN UND FRANZOSEN – UNTER DEM PFARRER MICHAEL BREMBT RICHTER PAUL KNEL BEISITZERN JOHANN PFANN OSWALD GOLTNAGEL MICHAEL MUCH MICHAEL STOYSMAN GOENNERINNEN DER KIRCHE MARTINA PRENERIN MARTINA SPRINGER BLASIA SPARER WURDE DIESE GLOCKE FUER EUCH GEGOSSEN DASS IHR DIE UNWETTER SCHAUEN KOENNT: GOSS MICH LEONHARDT LOEW IN WIEN (Übersetzung der lateinischen Inschrift)“ |
| 2   | Gebet-Glocke    | 1950     | Josef Pfundner, Wien | 527        | 990              | 900       | g1        | „DIE PFARRGEMEINDE RÖSCHITZ IM HEILIGEN JAHR 1950“ |
| 3   | Pestglocke      | 1682     | Joachim Groß, Wien   | 400        | 865              | 850       | b2        | „H. IOHANN GEORG VON SINNIG PFARRER ZU REHSCHITZ MAX(I)MILIAN STUESMAN MARCKRICHTER – ANNO 1682 DURCH FEYER UND HITZ BIN ICH GEFLOSSEN JOACHIM GROSS HAT MICH GEGOSSEN“ |
| 4   | Wandlungsglocke | 1950     | Josef Pfundner, Wien | 224        | 745              | 690       | c2        | „DIE PFARRGEMEINDE RÖSCHITZ IM HEILIGEN JAHR 1950“ |
| 5   | Sterbeglocke    | 1925     | Karl Kutter, Wien    | 126        | 585              | 540       | es2       | „GEWIDMET VON FRANZ UND MARIA VOGL IN RÖSCHITZ IM JAHRE 1925“ |
| 6   | Uhrschlagglocke | 1658     | Lorenz Selner, Wien  | 120        | 600              | 450       | e2        | „LORENTZ SELNER IN WIEN HAD MICH GEGOSSEN 1658“ |